# Blackwood's Magazine

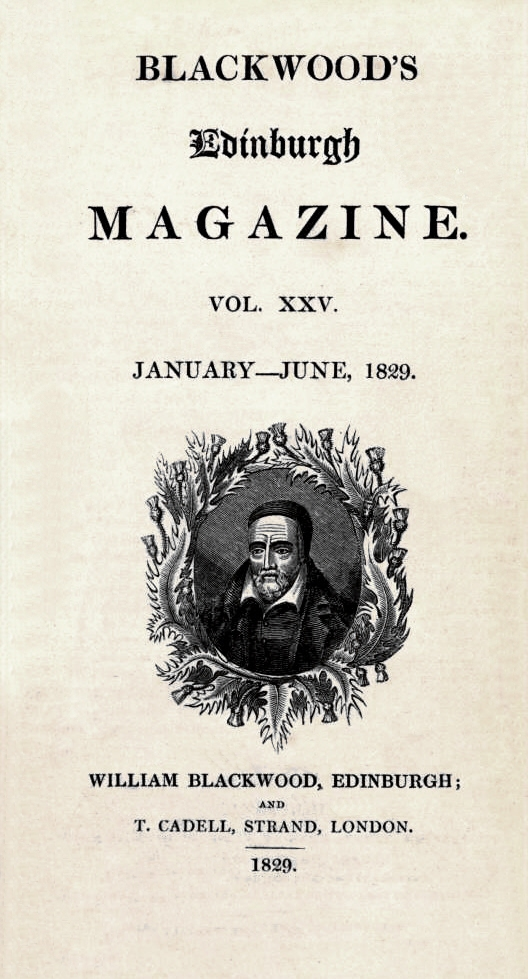
Titelblad van Blackwood's Edinburgh Magazine uit 1829

Blackwood's Magazine was een Brits tijdschrift dat in 1817 als maandelijks verschijnend blad werd opgericht door William Blackwood, een uitgever uit Edinburgh.
Blackwood begon het op de Tory's gerichte tijdschrift als tegenhanger van The Edinburgh Review, dat politiek gezien vooral was georiënteerd op de Whigs.
Het blad verscheen oorspronkelijk onder de titel 'Edinburgh Monthly Magazine' en kende aanvankelijk weinig succes, maar toen het zich onder de nieuwe redacteur John Gibson Lockhart en John Wilson onder de titel 'Blackwood's Edinburgh Magazine' ging richten op sensatie, satire en scherpe essays nam het aantal lezers snel toe. Onder de vele fans stond het blad destijds bekend als Maga.
Er ontstond in 1821 een hevige controverse met het rivaliserende blad The London Magazine. Redacteur John Scott van dat blad beschuldigde Blackwood's Magazine van laster, wat zelfs leidde tot een duel, dat zou worden beslecht in Hampstead. Uitdager Lockhart verscheen echter niet tijdig ter plaatse en diens secondant Jonathan Christie ging ten slotte het duel aan. Scott raakte hierbij ernstig gewond en overleed aan de gevolgen.
Hoewel het blad rechts-georiënteerd was, publiceerde het wel het werk van vrijgevochten dichters als Percy Bysshe Shelley, John Keats en Samuel Taylor Coleridge. De laatste twee werden eerder in het blad overigens hevig bekritiseerd. Ook Thomas de Quincey leverde regelmatig bijdragen. ‘Maga’ publiceerde ook de eerste verhalen van George Eliot.
Het blad hield op te bestaan in 1980.